# Diocesi di Cemeriniano
La diocesi di Cemeriniano (in latino: Dioecesis Cemerinianensis) è una sede soppressa e sede titolare della Chiesa cattolica.

## Storia
Cemeriniano, il cui sito, nell'odierna Algeria, non è ancora stato identificato con certezza, è un'antica sede episcopale della provincia romana di Numidia.
È noto un solo vescovo di questa sede, il donatista Montano, che prese parte alla conferenza di Cartagine del 411, che vide riuniti assieme i vescovi cattolici e donatisti dell'Africa romana; questi dichiarò che non esisteva un vescovo cattolico nella sua diocesi; tuttavia Fortunato, vescovo cattolico di Cirta, affermò che la comunità cattolica di Cemeriniano aveva una sua chiesa, officiata dal prete Terenzio. Questa risposta porta ad ipotizzare che la località di Cemeriniano si trovasse nella regione di Cirta, forse identificabile con la località chiamata Numiturianus nella Tavola peutingeriana, sulla strada che da Milevi portava a Cirta.
Dal 1933 Cemeriniano è annoverata tra le sedi vescovili titolari della Chiesa cattolica; dal 10 ottobre 2019 il vescovo titolare è Edmund James Whalen, vescovo ausiliare di New York.

## Cronotassi

### Vescovi residenti
- Montano † (menzionato nel 411) (vescovo donatista)

### Vescovi titolari
- Eberhard (Hermann) Spiess, O.S.B. † (23 settembre 1953 - 17 settembre 1990 deceduto)
- Jan Kopiec (4 dicembre 1992 - 29 dicembre 2011 nominato vescovo di Gliwice)
- Tadeusz Lityński (28 aprile 2012 - 23 novembre 2015 nominato vescovo di Zielona Góra-Gorzów)
- António Augusto de Oliveira Azevedo (9 gennaio 2016 - 11 maggio 2019 nominato vescovo di Vila Real)
- Edmund James Whalen, dal 10 ottobre 2019